# (14385) 1990 QG1
A (14385) 1990 QG1 a Naprendszer kisbolygóövében található aszteroida. Henry E. Holt fedezte fel 1990. augusztus 22-én.